# 杰里·斯普林格
杰拉尔德·诺曼·斯普林格（英語：Gerald Norman "Jerry" Springer，1944年2月13日—2023年4月27日）美国知名主持人，因他主持的脱口秀节目《杰瑞·斯布林格秀》而走紅。

## 早期生涯
杰拉尔德·诺曼·施普林格出生于英国伦敦的海格特，并在查杜斯路度过了他的童年，海格特在二战时期免于德軍空襲所設立的避難所。他的父母，Margo（母亲，一名银行职员）与Richard Springer（父亲，鞋店老板），是从德国瓦尔塔河兰茨贝格(Landsberg an der Warthe,二次大战后属大波兰地区戈茹夫)出逃的犹太难民，Springer留在兰茨贝格的姥姥玛丽最终死于切姆诺灭绝营的天然气毒害，他的奶奶切姆施死在恩施马特集中营。1949年1月，他随父母逃亡至美国，暂安居于纽约市皇后区的英国皇家植物园并就读于森林山高中。他和他的妹妹Evelyn在一座只有四个房间的小公寓中被抚养长大。Springer最早期的关于时事热点的记忆之一就是在他十二岁那年（1956年），观看了电视上的民主党大选并对约翰·肯尼迪留有很深的印象。1965年，他获得杜兰大学文学学士学位，主修政治学；1968年获得西北大学法学博士学位。那时他成为了罗伯特·肯尼迪的政治竞选顾问，在肯尼迪遇刺后，他加入了辛辛那提律师事务所。

## 政治生涯
1970年，杰拉尔德·诺曼·施普林格竞选国会议员，虽然未能击败共和党人唐纳德·克兰西，但却在传统的共和党选区获得了令人印象深刻的45%的选票。他曾经在参议院司法委员会支持批准第二十六条修正案之前，领导过力图降低投票人投票年龄法案的活动。史宾格1971年入选辛辛那提市议会，却在1974年承认雇佣妓女后被迫辞职。这一情节被揭露是由于一名警察在突袭肯塔基州莱特堡的一家“按摩院”时发现了一张由杰拉尔德·诺曼·施普林格签署的要求“服务”的支票，Springer在随后的记者发布会上承认事实。时任辛辛那提新闻记者的AI宣布Springer的政治生涯已经结束，但杰拉尔德·诺曼·施普林格的诚实在1975年为他赢回民心。1977年，他被选为辛辛那提市长，任期一年。在大选后的一次采访中，AI善意的提醒史宾格：“我已经宣告你的政治生涯结束。”史宾格回复记者：“我很高兴你错了！”1982年，史宾格寻求民主党提名以求成为俄亥俄州州长。他以第三名的名次未能赢得民主党提名（仅次于前副州长理查德和俄亥俄州首席检察官威廉·布朗），从此他的政治生涯被搁置。2003年，杰拉尔德·诺曼·施普林格竞选美国参议员一职，但当时随着他的节目《jerry Springer》的播放及其负面形象的影响，他的支持率逐步降低。

## 从政治界到新闻界
Springer在辛辛那提市长任期期间，便开始了他的广播生涯。 当时Springer被聘为辛辛那提NBC频道中的WLWT电视台的政治记者与评论员，而该节目在当时有着极低的收视率。在WLWT电视台的帮助下，他开发了新口号“好好照顾自己和他人”。从此之后，在短短的两年间，他成为辛辛那提的头号新闻主播。五年来，与搭档Norma Rashid一起合作，获得艾美奖。 1977年，他被芝加哥所属的广播电视台NBC聘为时速评论员，但由于不受观众欢迎，在仅有的两次解说后，Springer就被迫辞职。

## 节目主持

### 杰拉尔德·施普林格脫口秀
1991年9月30日，杰拉尔德·诺曼·施普林格脱口秀首次上演。节目是由WLWT发展而来，模仿Donahue脱口秀的形式，而Jerry的发型和眼镜都使得他酷似Phil Donahue。Jerry Springer脱口秀开始时是以政治类型为方向，就是一个加长版本的Springer评论。节目嘉宾包括Oliver North和Jesse Jackson，讨论的话题包括无家可归和枪支政策。在1994年上半年，杰拉尔德·诺曼·施普林格和他的新制片人Richard Dominic，改革了脱口秀的形式以获得更高的收视率。随着节目变得越来越低俗，其收视率也节节攀升。它的嘉宾主要是典型的下层社会人物，如仅仅接受了最低等级的教育的人以及蓝领工人。他们来到电视荧屏前，被他们的配偶或者家人质问通奸、同性恋、卖淫、异性装扮癖、hate group成员或者其他一些备受争议的事情，而且这些质问常常引发争吵、谩骂、扔椅子、互殴、拉扯女人的头发或者互相撕扯衣服等暴力行为。在一个狂欢节目上，还有女嘉宾向现场观众暴露自己胸部。Jerry脱口秀取得了巨大的收视率和极大的关注。到1998年，它已经在多所城市击败The Oprah Winfrey脱口秀,并获得了6700000的观众。Nancy Campbell-Panitz，曾在2000年5月作为前夫的女友一起来到Jerry脱口秀的她被他前夫所杀。她的儿子们在2002年7月10日将Springer以及节目制片人、赞助商告上Sarasota郡法庭，控告他们诱发了黑暗的情绪导致了谋杀。最终，Campbell-Panitz的子女放弃了所有针对杰拉尔德·诺曼·施普林格脱口秀的经济赔偿，与此同时节目组也同意放弃对Campbell-Panitz的子女以及辩护律师恶意控告行为的指控。2005年，以杰拉尔德·诺曼·施普林格脱口秀命名的英国节目在独立电视台（ITV）一套节目播出。尽管它已经没有在美国表演时的激烈，更多的是以半开玩笑的形式进行，但是它仍以五倍优势击败了其竞争对手Trisha Goddard。

### 其他主持工作
杰拉尔德·诺曼·施普林格在NBC代替Regis Philbin主持了两季的America’s Got Talent。之后他就专心做其他项目了。2005年1月17日到2006年12月5日，Springer主持了Springer在线（Springer on the Radio），它是一档在辛辛那提的广播公司WCKY播放的自由脱口秀节目。他于每周一、四、五在Kenwood主持，而每周二、三在芝加哥主持。美国无线广播公司（Air America）通过销售这款节目获得了它大部分的收入。在英国，Springer主持了The Wright Stuff、2001年的Greed、2007年的Nothing But Truth、英国版的Nada más que la verdad，并且这些节目在英国5个广播电视及网上播出。他还曾经主持过午夜脱口秀。在2006年4月16日，Springer作为特邀主持人参加了第四频道The Friday Night Project第三系列的开播仪式。此外还在2008年12月12日作为特邀主持人主持了Have I Got News For You。Springer还出席了英国独立电视台（ITV）的白天节目This Morning。在2009年，Springer作为嘉宾出现在了长期上演的英国游戏节目Countdown。2008年，他主持了Miss Universe。在2010年2月15日，他还作为特邀主持人主持了位于爱荷华州得梅因市Wells Fargo Arena的WWE Raw。他也曾主持过舞台直播版的The Price is Right。从2010年4月19日至今，杰拉尔德·诺曼·施普林格还主持了一款名为Baggage的相亲类节目，并在GSN上现场直播。

## 表演生涯
杰拉尔德·诺曼·施普林格在很多电视、电影中扮演过他自己，如：1996年的《罗珊娜》第九季和X-档案系列中的第五部《后现代的普罗米修斯》、1998年的喜剧电影《掌门》 （他因为在该影片中的表现于1999年获得金酸莓奖最差新人奖）、1999年的《青年女巫：赛布丽娜》第三季、《王牌大贱谍：时空贱谍007》、《太空大侠》和《Married... with Children》。他也曾多次为电视电影中的自己配音，如： 1998年，为系列动画《辛普森一家人》中《Starship Poopers》中的自己配音。2007年，他出现在了第1301集《疯电视》中，同一年他还客串《我们的日子》中的皮特一角。他还参演过一些其它的电视、电影。2004年1月，他出演电视连续剧《美国生活》中题为“Leaving the Fold”的片段；2004年，在《守护者》出演美国总统；2008年8月，参演BBC的电视连续剧《你认为你是谁》 并在《蓝色果酱》（一个BBC的广播喜剧类节目）被克里斯·莫利斯采访。除此之外，Springer曾做客过一些节目秀，诸如《Whose Line Is It Anyway》、《保罗·奥格雷迪秀》、《质询时间》、《和丹·艾布拉姆斯一起判定》、《杰森·埃利斯秀》、《周六厨房》、《安德鲁·马尔秀》、《克里斯·莫伊乐思秀》、《荒岛唱片》、《韦恩斯兄弟》。

## 流行文化
由斯图尔特·李和理查德·托马斯出演的音乐剧《Jerry Springer: The Opera》是基于他自己的脱口秀改编的。最先在2002年的爱丁堡边缘艺术节受到欢迎。在2006年的英国巡演之前就已经在皇家国家音乐厅和伦敦西区上演过了。最近在美国芝加哥上映，并且将会在全美进行巡演。这部音乐剧也在BBC套上映,电视版音乐剧的现在已经有DVD发行了。史宾格和他的电视创作团队在Mark Knopfler的歌《Devil Baby》中被提及。“Weird Al”Yankovic的《Jerry Springer》、Fascinating Aïda的《Mr. Springer》、荷兰朋克风格的乐队 De Heideroosjes的《Jerry Rules in the Land of the Free》、瑞典艺术摇滚乐队A.C.T的《Mr. Unfaithful》的灵感都产生于史宾格。

## 其他事业
1995年, 杰瑞·史宾格为Fiddle Fish唱片公司录制了《Dr. Talk》，这张专辑大部分是由乡村音乐组成。在2006年末，杰瑞·史宾格作为参赛者与他的专业舞伴金·约翰逊，参加了第三季的《与明星共舞》。他想通过这个节目，为他女儿卡蒂的婚礼练习华尔兹。史宾格和约翰逊在第七周的比赛中被淘汰。在2008年5月16日，史宾格在西北大学法学院的毕业典礼发表了演讲。虽然又很多学生抱怨学校对于演讲人选择不当，但是，史宾格仍然获得了将近半数的听众长时间的起立鼓掌，并且评价他的演讲总体上是积极的。2009年3月，在《婚礼如战场》的采访中，史宾格说他在那场演讲中谈了“无论我们从事什么都必须做出道德的评判”。史宾格是《斯蒂夫·威尔克斯秀》的出品人，由长期担任他自己的脱口秀的安全负责人斯蒂夫·威尔克斯主持。

## 外部連結
- Springer on the Radio
- Jerry Springer - the Opera
- Profile: Jerry Springer （页面存档备份，存于）
- Campaign ad from Governor race
- Jerry Springer在互联网电影资料库（IMDb）上的資料（英文）